# Liste des ministres sud-africains des Arts et de la Culture
Les ministres des Arts et de la Culture (anciennement Ministre des Arts, Culture, Science et Technologie) de la République d'Afrique du Sud ont pour objectif de favoriser, promouvoir, soutenir, développer et protéger les arts, la culture et le patrimoine sud-africain. Les sites patrimoniaux, les musées et les monuments nationaux sont placés sous la tutelle de ce ministère ainsi que des institutions telles que le Afrikaanse Taalmuseum, l'Artscape, le Freedom Park de Pretoria, l'Iziko Museums de la ville du Cap, le Luthuli Museum, le National Film and Video Foundation, le National Heritage Council, la National Library of South Africa, le National Museum, le Northern Flagship Institutions, le Nelson Mandela Museum, le musée de Robben Island, le South African Geographical Names Council (organisme chargé de la toponymie nationale), le State Theatre, le Voortrekker/Ncome Museum (KwaZulu-Natal), le War Museum of the Boer Republics (Bloemfontein) ou la William Humphreys Art Gallery. Ce ministère est également chargé des symboles nationaux (heraldy act 1962) et des archives nationales.
Le département ministériel des arts et culture est un département ministériel autonome depuis 1994. Il est issu de l'ancien Ministère de l'éducation (1910-1949) appelé Ministère de l'éducation, des arts et des sciences (1949-1968) avant de devenir le ministère de l'éducation nationale (1968-1994). En 2004, le département de la science et de la technologie s'est constitué en ministère autonome.
Le département ministériel des arts et culture emploie 461 personnes[réf. nécessaire][Quand ?] et est situé Kingsley Centre, 481 Stanza Bopape Street (church street), quartier d'Arcadia à Pretoria.

## Les arts et la culture de 1910 à 1994
De 1910 à 1994, les arts, la culture et les sciences relèvent du ministère de l'éducation sous ses différentes appellations.

### Liste des ministres de l'éducation, des arts et des sciences (1949-1968)
En 1949, l'intitulé arts et sciences est ajouté à celui de l'éducation.
| # | Nom                                  |  | Parti          | Terme       |
| - | ------------------------------------ |  | -------------- | ----------- |
| 1 | Charles Swart                        |  | Parti National | 1949 - 1950 |
| 2 | Johannes Hendrikus Viljoen           |  | Parti national | 1950 - 1957 |
| 3 | Michiel Daniel Christiaan de Wet Nel |  | Parti national | 1958        |
| 4 | Jan Serfontein                       |  | Parti national | 1958-1961   |
| 5 | John Vorster                         |  | Parti national | 1961        |
| 6 | Jan de Klerk                         |  | Parti national | 1961 - 1968 |

En 1968, l'intitulé arts et sciences est supprimé dans l'intitulé officiel du ministère de l'éducation. Celui-ci reste néanmoins chargé des départements des sciences, des arts et de la culture auxquels s’adjoignent les sports en 1970.

### Liste des ministres de l'éducation et de la culture du parlement tricaméral (1984-1994)
De 1984 à 1994, dans le cadre du parlement tricaméral et à côté du ministre de l'éducation nationale, un ministre de l'éducation et de la culture est chargé de ces thématiques dans le périmètre qui lui est attribué par chaque chambre du parlement pour chaque groupe de population représentée (les blancs pour la chambre de l'assemblée, les coloureds pour la chambre des représentants et les indo-asiatiques pour la chambre des délégués).
| Ministère                                        | Nom                                                                        | Période                                           |
| ------------------------------------------------ | -------------------------------------------------------------------------- | ------------------------------------------------- |
| Éducation et culture (chambre de l'assemblée)    | Stoffel Botha Piet Clase Piet Marais                                       | 1984-1985 1985-1991 1991-1994                     |
| Éducation et culture (chambre des représentants) | Carter Ebrahim Allan Hendrickse Tommy Abrahams Abe Williams Pieter Saaiman | 1984-1988 1988-1991 1991-1992 1992-1993 1993-1994 |
| Éducation et culture (chambre des délégués)      | Kassipershad Ramduth Kisten Rajoo Devagie Govender                         | 1984-1989 1989-1993 1993-1994                     |

## Liste des ministres des arts et de la culture
En 1994, le département ministériel des Arts et Culture, de la Science et Technologie devient pour la première fois un département ministériel autonome de l'éducation. En 2004, les arts et culture se scindent de la science et des technologies.
| # | Nom            |  | Intitulé du Ministère                                                             | Parti | Terme                                   |
| - | -------------- |  | --------------------------------------------------------------------------------- | ----- | --------------------------------------- |
| 1 | Ben Ngubane    |  | Ministre des Arts, Culture, Science et Technologie                                | IFP   | 11 mai 1994 - 30 juillet 1996           |
| 2 | Lionel Mtshali |  | Ministre des Arts, Culture, Science et Technologie                                | IFP   | 1er septembre 1996 - janvier 1999       |
| 3 | Ben Ngubane    |  | Ministre des Arts, Culture, Science et Technologie                                | IFP   | février 1999 - avril 2004               |
| 4 | Pallo Jordan   |  | Ministre des Arts et des Affaires culturelles                                     | ANC   | 29 avril 2004 - 10 mai 2009             |
| 5 | Lulu Xingwana  |  | Ministre des Arts et de la Culture                                                | ANC   | 11 mai 2009 - 30 octobre 2010           |
| 6 | Paul Mashatile |  | Ministre des Arts et de la Culture                                                | ANC   | 11 novembre 2010 - 25 mai 2014          |
| 7 | Nathi Mthethwa |  | Ministre des Arts et de la Culture Ministre des Sports, des Arts et de la Culture | ANC   | 25 mai 2014 - 30 mai 2019 - 6 mars 2023 |
| 8 | Zizi Kodwa     |  | Ministre des Sports, des Arts et de la Culture                                    | ANC   | depuis le 6 mars 2023                   |